# 西念寺 (台東区)
西念寺（さいねんじ）は、東京都台東区にある浄土宗の寺院。

## 歴史
1630年（寛永7年）、誓誉的山によって開山された。霊巌寺の末寺で、かつての院号は「萬照院」であった。
誓誉的山は、ある日、当地で草庵の中に安置されていた地蔵尊を発見した。1616年（元和2年）、小野お通が宿下がりで当地に赴いたときに、地蔵尊を発見し、草庵に安置したものであった。誓誉的山は、この地蔵尊を奉じ草庵を寺院化した。これが当寺の起源である。
2021年（令和3年）現在の住職は、『コクリコ坂から』の原作者として知られる佐山哲郎である。当寺公式サイトの外部リンクとして、ウィキペディア日本語版の「コクリコ坂から」が張られている。

## 夏蜜柑の樹
2000年ごろ、墓地の傍にある夏蜜柑の木の下で、当時の住職が「この樹木を伐れば、この墓地にもあと二つ三つ墓石を立てられるのだが」と漏らした。すると翌年から急に多くの実がなるようになった。こういうこともあって現在も伐採されずに残り、果実はジャム等に加工されて、一部は当寺に奉納されているという。

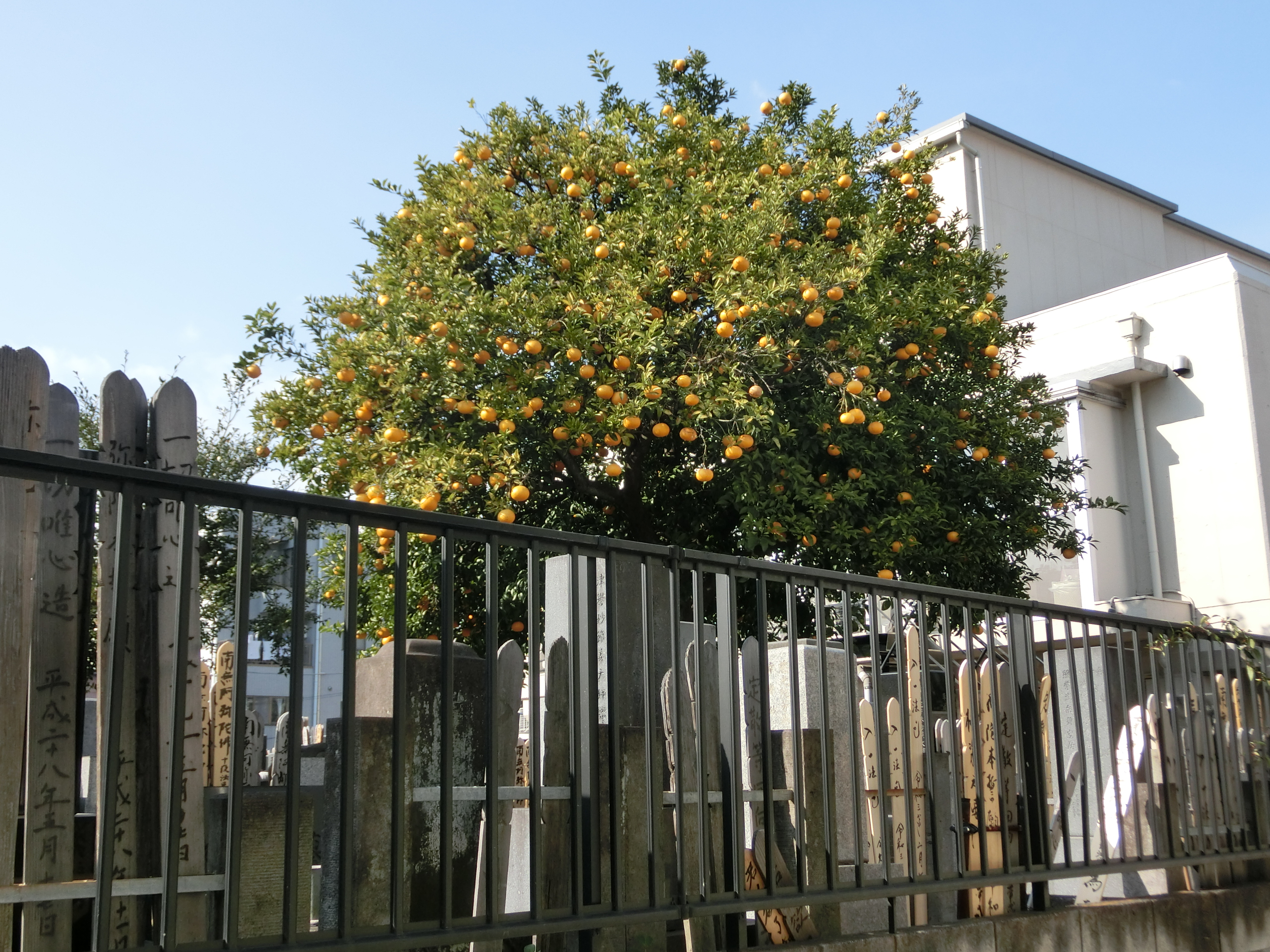
西念寺墓地内にある夏蜜柑の樹

## 交通アクセス
- 入谷駅4番出口より徒歩5分（経路案内）。